# SN 2007D
SN 2007D – supernowa typu Ic odkryta 19 stycznia 2007 roku w galaktyce UGC 2653. Jej maksymalna jasność wynosiła 17,09m.